# Георгіос Іаковідіс
Георгіос Іаковідіс (грец. Γεώργιος Ιακωβίδης, 11 січня 1853, Хідіра, Лесбос — 13 грудня 1932, Афіни) — грецький художник, представник Мюнхенської школи.

## Біографія
Георгіос Іаковідіс народився 1853 року на острові Лесбос. Початкову освіту здобув у Смірні. В період з 1870 по 1876 рік вивчав скульптуру і живопис в Афінській школі витончених мистецтв.
1877 року здобув стипендію на навчання та відправився в Мюнхен, вступив в Академію образотворчих мистецтв, де став учнем Карла Теодора фон Пілоті. У Мюнхені він жив впродовж 17 років, працював у своїй студії, створював переважно полотна на міфологічні сюжети, жанрові картини й портрети. Його власна митецька манера розвивалася під впливом німецького академічного реалізму, його найвідоміші картини присвячені дітям. У столиці Баварії Георгіос Іаковідіс вважався успішним німецьким художником, більшість його робіт продавалися за високими цінами.
1900 року грецький уряд запросив його повернутися до Афін, щоб організувати в Національну художню галерею. Георгіос Іаковідіс став першим її куратором, а 1904 року призначений директором Афінської школи витончених мистецтв, де він викладав наступні 25 років. У цей час, на додаток до своєї улюбленої теми, він підготував низку парадних портретів видатних греків, в тому числі королеви Софії.
Георгіос Іаковідіс виступав проти всіх нових художніх тенденцій, у тому числі імпресіонізму та експресіонізму, але підтримував молодих художників в тому, щоб вони слідували своїм власним, індивідуальним художнім вподобанням і тенденціям.
Георгіос Іаковідіс за роки активної творчості здобув нагороди п'яти міжнародних виставок, серед яких Берлінська 1891 року і Паризька 1900 року. Його твори зберігаються в Національній художній галереї в Афінах, приватних колекціях і музеях і художніх галереях по всьому світу, включаючи художні галереї в Німеччині та Художній інститут Чикаго.

## Галерея робіт

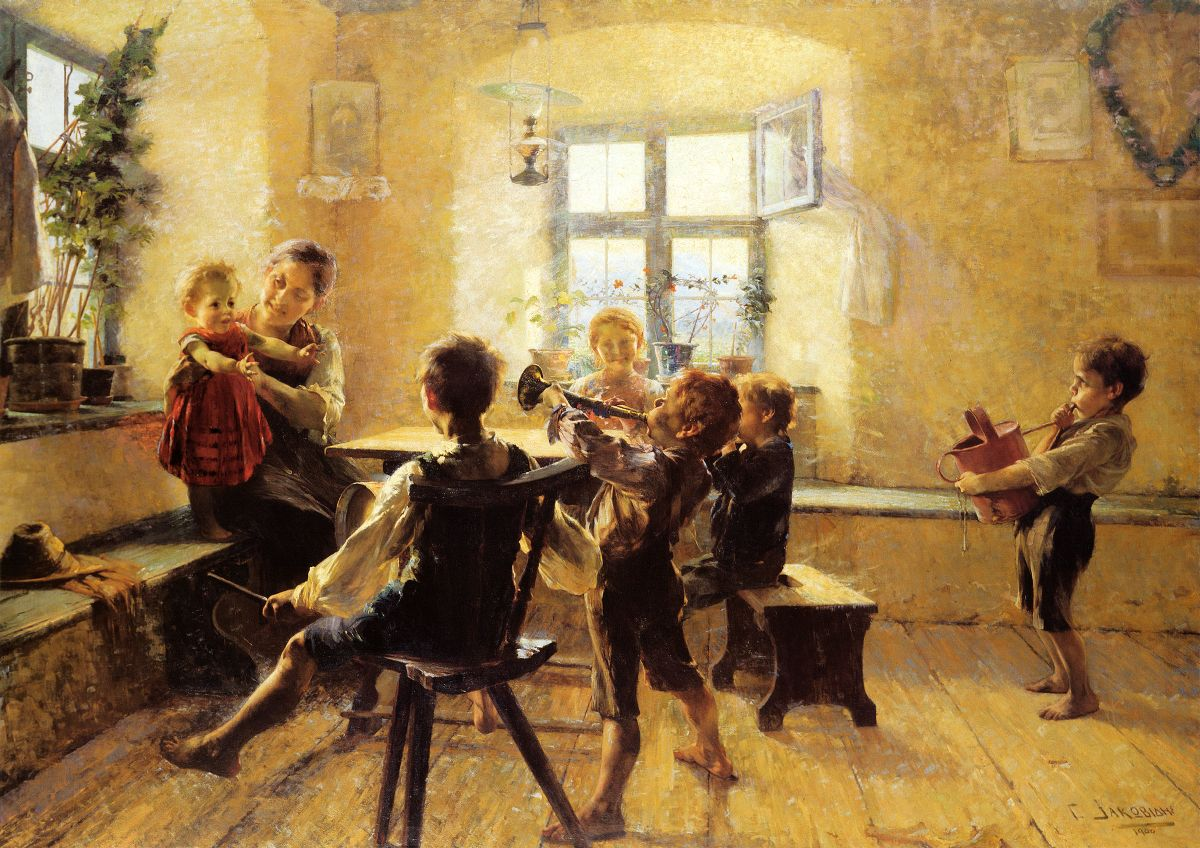
«Дитячий концерт»
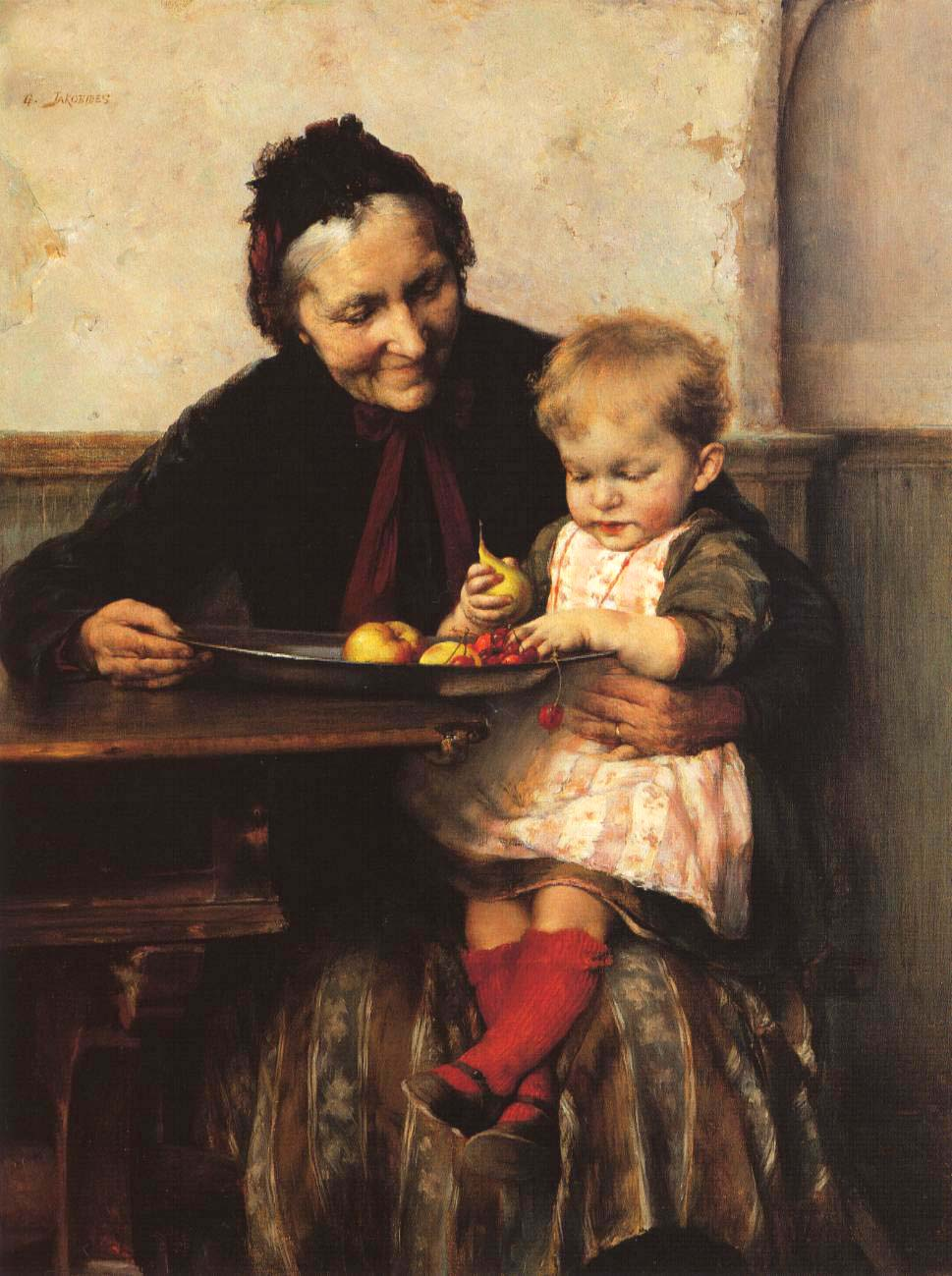
«Улюблена бабуся»
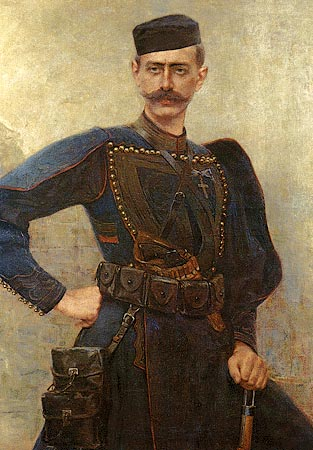
«Павлос Мелас»
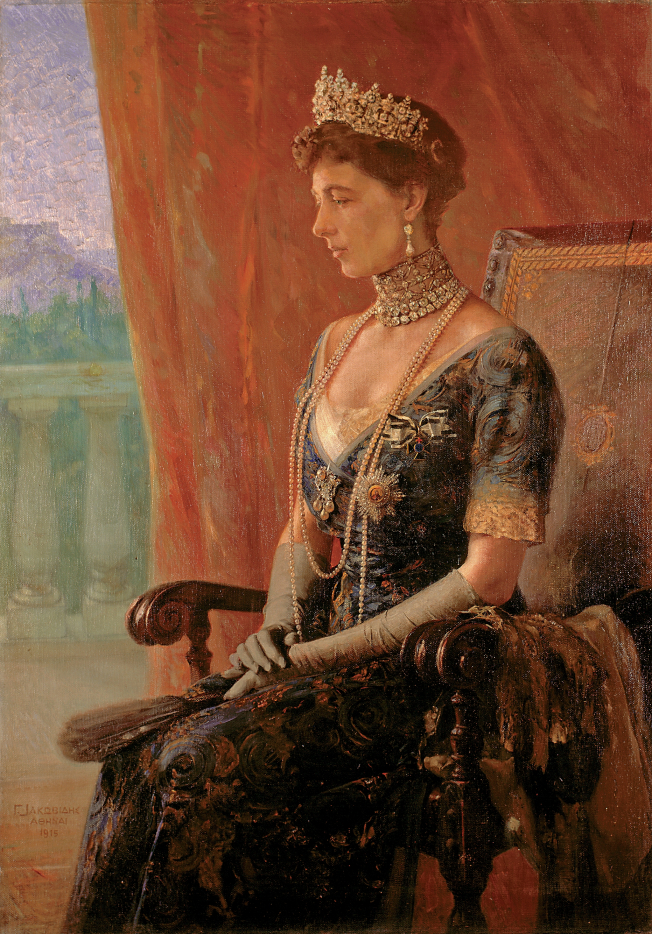
«Королева Софія»